# Telenomus sphingis
Telenomus sphingis är en stekelart som först beskrevs av William Harris Ashmead 1887.  Telenomus sphingis ingår i släktet Telenomus och familjen Scelionidae. Inga underarter finns listade i Catalogue of Life.